# Tom Wolf (Politiker)

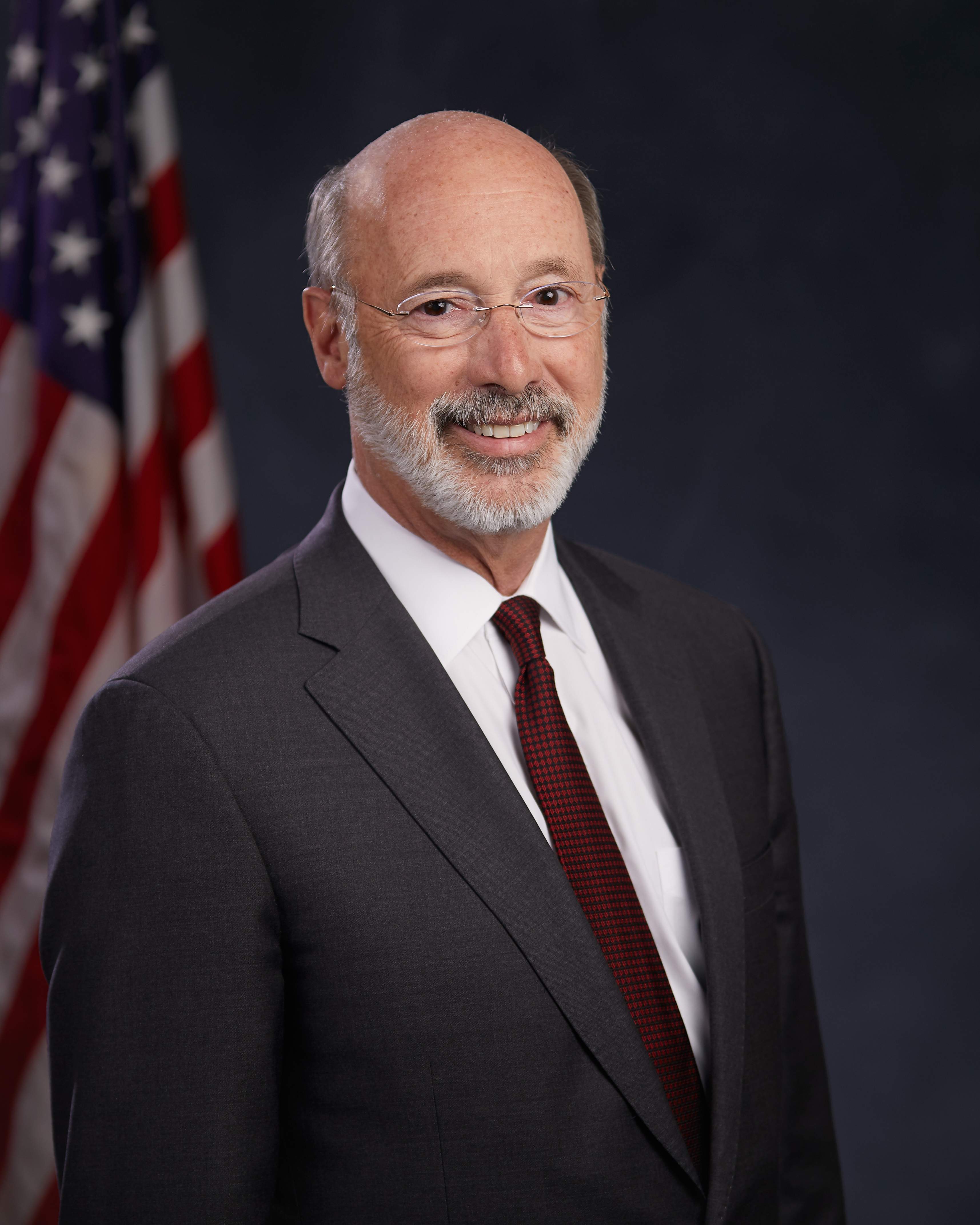
Tom Wolf (2019)

Thomas Westerman „Tom“ Wolf (* 17. November 1948 in York, Pennsylvania) ist ein US-amerikanischer Politiker und Unternehmer. Tom Wolf bekleidete vom 20. Januar 2015 bis 17. Januar 2023 das Amt des Gouverneurs des Bundesstaates Pennsylvania. Wolf gehört der Demokratischen Partei an.

## Früherer Werdegang

### Ausbildung, Unternehmerkarriere und politische Anfänge
Wolf stammt aus der Stadt York im Bundesstaat Pennsylvania, wo er 1948 geboren wurde. Im Jahr 1972 erhielt er am Dartmouth College einen Bachelor of Arts. An der University of London erwarb er im Jahr 1978 den Master of Arts, 1982 folgte der Doktor der Philosophie. Während seiner Studienzeit gehörte er den Friedenscorps an, für das er zwei Jahre in Indien verbrachte. Nach seiner akademischen Laufbahn begann Wolf eine Tätigkeit im Familienunternehmen The Wolf Organization, das sich auf die Herstellung von Küchen spezialisiert hat.
Nachdem er bereits in einer Kommission zur Beratung der Staatsregierung von Pennsylvania in wirtschaftlichen Fragen tätig gewesen war, wurde Wolf im April 2007 von Gouverneur Ed Rendell zum Minister für Staatseinnahmen (Secretary of Revenue of Pennsylvania) ernannt. Diesen Posten bekleidete er bis November 2008. Nach seinem Ausscheiden aus der Regierung des Bundesstaates plante er zunächst, sich im Jahr 2010 für das Gouverneursamt zu bewerben. Wolf entschied sich jedoch dagegen, nachdem er seine einige Jahre zuvor verkaufte Firma, die inzwischen vor dem Bankrott stand, wieder zurück in den Familienbesitz geholt hatte und die Unternehmensleitung übernommen hatte. In den folgenden Jahren gelang ihm die Neustrukturierung des Unternehmens.

### Kandidatur als Gouverneur von Pennsylvania 2014

Karte von Pennsylvania mit dem Ergebnis der Gouverneurswahl 2014 nach Countys:
Mehrheit für Tom Wolf (D)
Mehrheit für Tom Corbett (R)

Im April 2013 kündigte Tom Wolf seine Kandidatur für das Amt des Gouverneurs seines Heimatstaates an. In seinen Wahlkampf investierte er rund zehn Millionen US-Dollar, er erhielt weitere fünf Millionen Dollar an Spenden. Im Dezember 2013 legte er aufgrund seiner Wahlkampagne den Posten als Chef des Familienunternehmens nieder. Am 20. Mai 2014 fanden in Pennsylvania die parteiinternen Vorwahlen (primary elections) statt. Wolf konnte sich bei der Vorwahl der Demokraten mit knapp 58 Prozent der Stimmen durchsetzen, womit er als deren Kandidat nominiert wurde. Bei den demokratischen Vorwahlen um das Amt Vizegouverneurs siegte der Staatssenator Mike Stack. Obwohl die Vorwahlen für beide Ämter getrennt stattfinden, standen Wolf und Stack als Duo auf dem Stimmzettel bei der eigentlichen Wahl.
Bei der Gouverneurswahl am 4. November 2014 triumphierte Wolf über den republikanischen Amtsinhaber Tom Corbett mit 54,9 Prozent der Stimmen. Seit den Vorwahlen im Mai 2014 konnte Wolf alle Meinungsumfragen mit zum Teil deutlichem Abstand anführen, auch wenn es seinem Kontrahenten gelang, seine Werte zu verbessern. Politische Beobachter führten Wolfs Sieg, der national von eher ungünstigen Verhältnissen für seine Partei begleitet war, auf die Stimmung gegen Gouverneur Corbett zurück, der durch seine umfassenden Einsparmaßnahmen sowie gesellschaftspolitische Kontroversen bei vielen Wählern in Ungnade gefallen war.
In seinem Wahlprogramm forderte Wolf unter anderem die Einführung einer Steuer für die Fracking-Industrie. So sollen nach seinem Willen Erlöse aus dem durch Fracking gewonnenen Erdgas mit einem fünfprozentigen Steuersatz belegt werden. Des Weiteren sprach er sich für Steuererhöhungen bei den oberen Einkommen aus. Die Erlöse aus den Mehreinnahmen sollen nach Wolfs Vorstellungen dem Bildungsetat und einem verstärkten Umweltschutz zugutekommen. Ferner forderte Wolf eine Anhebung des Mindestlohns in Pennsylvania von 7,25 auf 10 US-Dollar pro Stunde.
Sowohl bei den Vorwahlen als auch dem Hauptwahlkampf präsentierte sich Wolf durch seinen Werdegang als Unternehmer als Outsider beziehungsweise unkonventionellen Kandidaten, da sich Geschäftsinhaber aufgrund der größeren Wirtschaftsfreundlichkeit traditionell eher in der Republikanischen Partei politisch engagieren. Sich selbst beschrieb er als different kind of leader („eine andere Art von politischem Führer“). Allerdings konnte er nach seiner Nominierung als demokratischer Kandidat auch auf den Rückhalt der Gewerkschaften setzen. Besonders Lehrergewerkschaften, die Corbetts Politik entschieden ablehnten, engagierten sich im Wahlkampf stark für Wolf. Zuletzt erhielt er auch Unterstützung von US-Präsident Barack Obama sowie dem früheren Präsidenten Bill Clinton und dessen Frau Hillary Clinton, die mehrere Auftritte mit Wolf absolvierten.
Der durch seine frühere Tätigkeit als Unternehmer zum Millionär gewordene Wolf kündigte am Tag nach seinem Wahlsieg an, das Gehalt des Gouverneurs nicht anzunehmen. Dies ist bei vermögenden Politikern inzwischen nicht unüblich. Der ebenfalls neu gewählte Gouverneur von Illinois, Bruce Rauner von den Republikanern, kündigte selbiges an. Ferner erklärte Wolf, für die Kosten der Feierlichkeiten zu seiner Vereidigung sowie seinen Personenschutz als Gouverneur selbst aufkommen zu wollen.

## Gouverneur von Pennsylvania

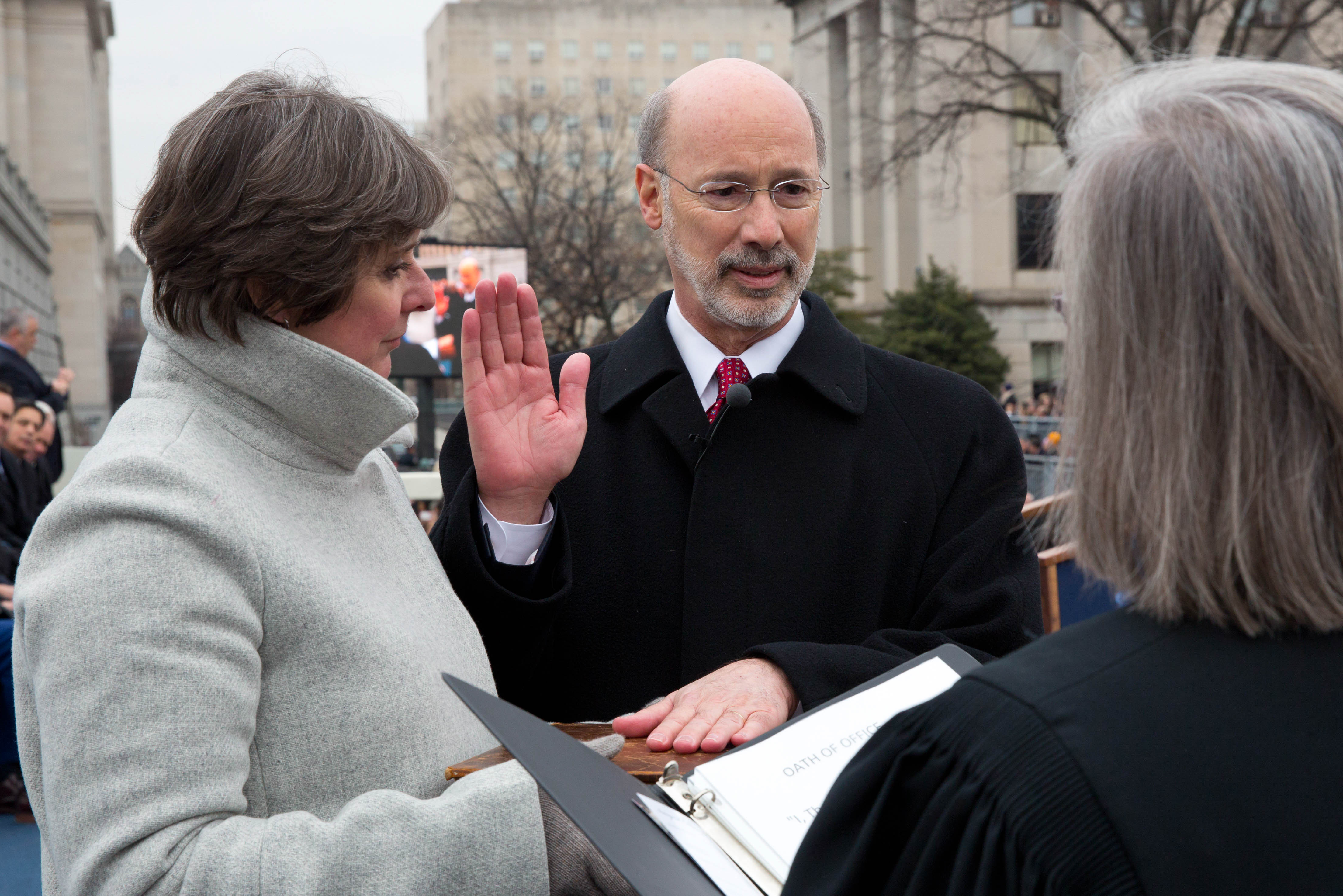
Tom Wolf bei seiner Vereidigung zum Gouverneur am 20. Januar 2015

Am 20. Januar 2015 wurde Tom Wolf vor dem Kapitol in Harrisburg zum 47. Gouverneur des Bundesstaates Pennsylvania vereidigt. Wenige Stunden zuvor wurde bereits Mike Stack in sein Amt als Vizegouverneur eingeführt.
Bei der Gesetzgebung war Wolf auf eine Zusammenarbeit mit den Republikanern angewiesen, die in beiden Kammern der Pennsylvania General Assembly (dem bundesstaatlichen Parlament) auch nach den Wahlen von 2014 ihre Mehrheiten verteidigen konnten. Allerdings reichten diese Mehrheiten nicht dazu aus, ohne die Demokraten ein Veto des Regierungschefs mit zwei Dritteln der Stimmen zurückweisen zu können. Bei seiner Amtseinführung erklärten sowohl Wolf als auch das republikanische Führungspersonal, konstruktiv zusammenarbeiten zu wollen.

### Wirtschafts- und Finanzpolitik

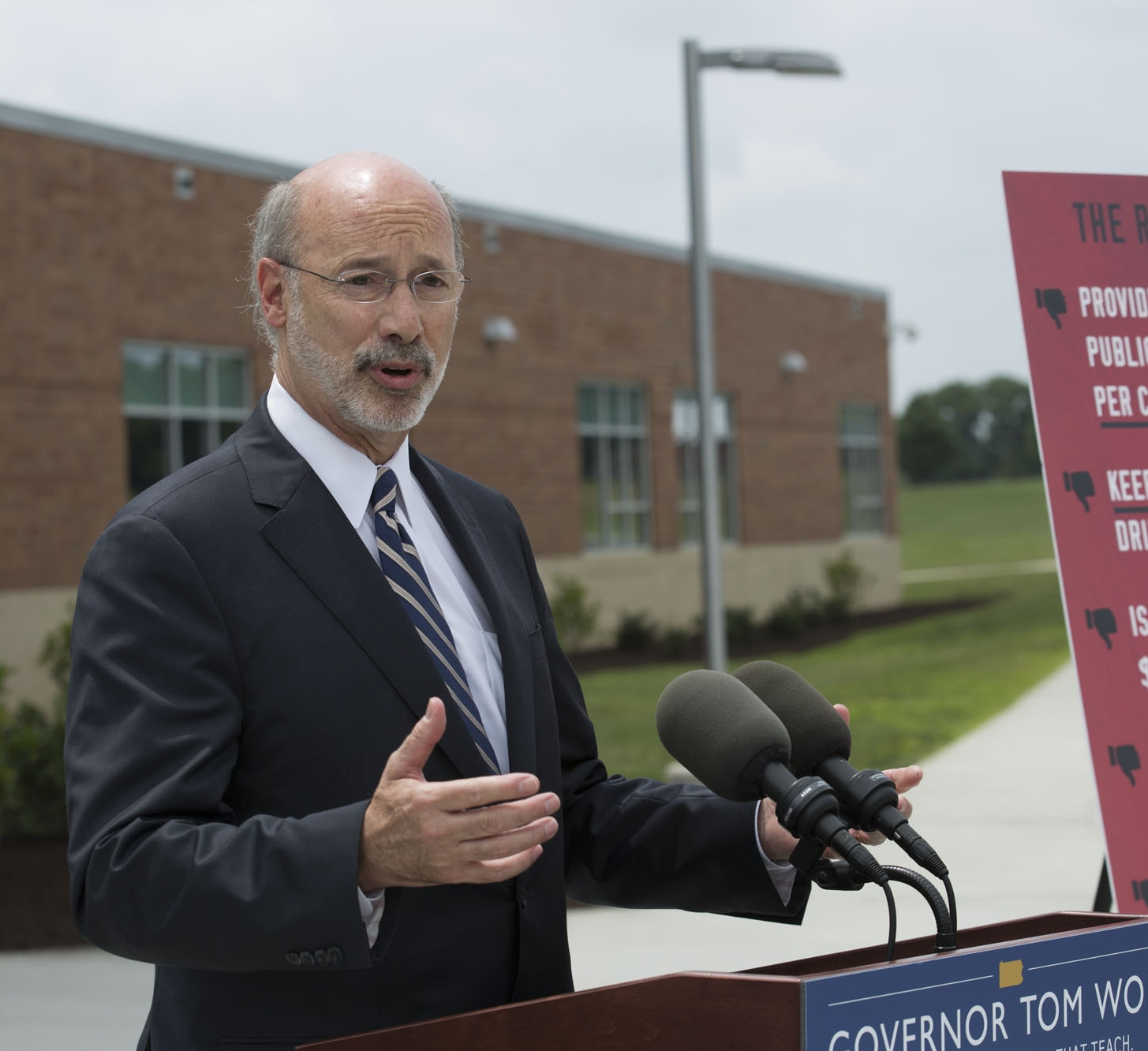
Wolf bei einem öffentlichen Auftritt im Juli 2015

Im April 2015 legte Wolf einen Haushaltsplan vor, der unter anderem eine Erhöhung der bundesstaatlichen Zuschüsse für den Bildungsetat vorsah. Wolf hatte im Wahlkampf 2014 den Republikanern vorgeworfen, nicht ausreichend in das Bildungssystem zu investieren. Die Verhandlungen zwischen der Regierung und dem von den Republikanern dominierten Parlament über einen Haushalt verliefen jedoch ohne konkrete Ergebnisse. Im Juni 2015 verabschiedete die republikanische Mehrheit ein eigenes Budget. Gouverneur Wolf legte gegen diese Vorlage sein Veto ein. Er begründete dies mit den aus seiner Sicht zu geringen Ausgaben für Bildung. Auch die von Wolf geforderte Anhebung einiger Steuern wurde im Haushaltsplan der Republikaner nicht berücksichtigt. Des Weiteren kritisierte Wolf, die geplanten Ausgaben der Republikaner seien nicht solide gegenfinanziert und somit ein ausgeglichener Haushalt in Gefahr. Wolf wollte an einem Etat ohne neue Schulden, wie unter Corbett, festhalten, jedoch die Mittel mit anderen Priorisierungen verteilen. Die republikanische Opposition warf dem Gouverneur vor, sich nicht ausreichend auf die Gegenseite zubewegt zu haben. Ferner habe Pennsylvania damit seit 1. Juli keinen gültigen Haushalt.
Am 1. Juli 2015 legte Gouverneur Wolf außerdem sein Veto gegen ein Gesetz ein, das den vom Bundesstaat Pennsylvania betriebenen Wein- und Likörverkauf privatisieren soll. Dieses Vorhaben war ein zentrales Anliegen seines Vorgängers Tom Corbett gewesen. Dennoch konnte sich während dessen Regierungszeit die Legislative nicht auf ein Gesetz verständigen, da auch eine Reihe Republikaner eine Privatisierung kritisch sah. Erst nach den Wahlen 2014, mit der sich trotz Corbetts Abwahl die Mehrheit der Republikaner im Parlament vergrößerte, waren die Befürworter in der Lage, die Vorlage zu verabschieden. Während Befürworter des Vorhabens durch die Privatisierung mehr Verbraucherfreiheit sahen, argumentierten der Gouverneur und Vertreter seiner Partei mit einem zu erwartenden Preisanstieg für Konsumenten. Im Juni 2016 unterzeichnete der Gouverneur dann einen mit den Republikanern ausgehandelten Kompromiss, mit dem der bis dato limitierte Verkauf von Alkohol liberalisiert wurde und so den Konsumten ein weitaus größeres Angebot zur Verfügung stellt. Dadurch wurden auch bis zu 150 Millionen US-Dollar pro Jahr mehr an Steuereinnahmen erwartet.

### Umweltschutz und Fracking

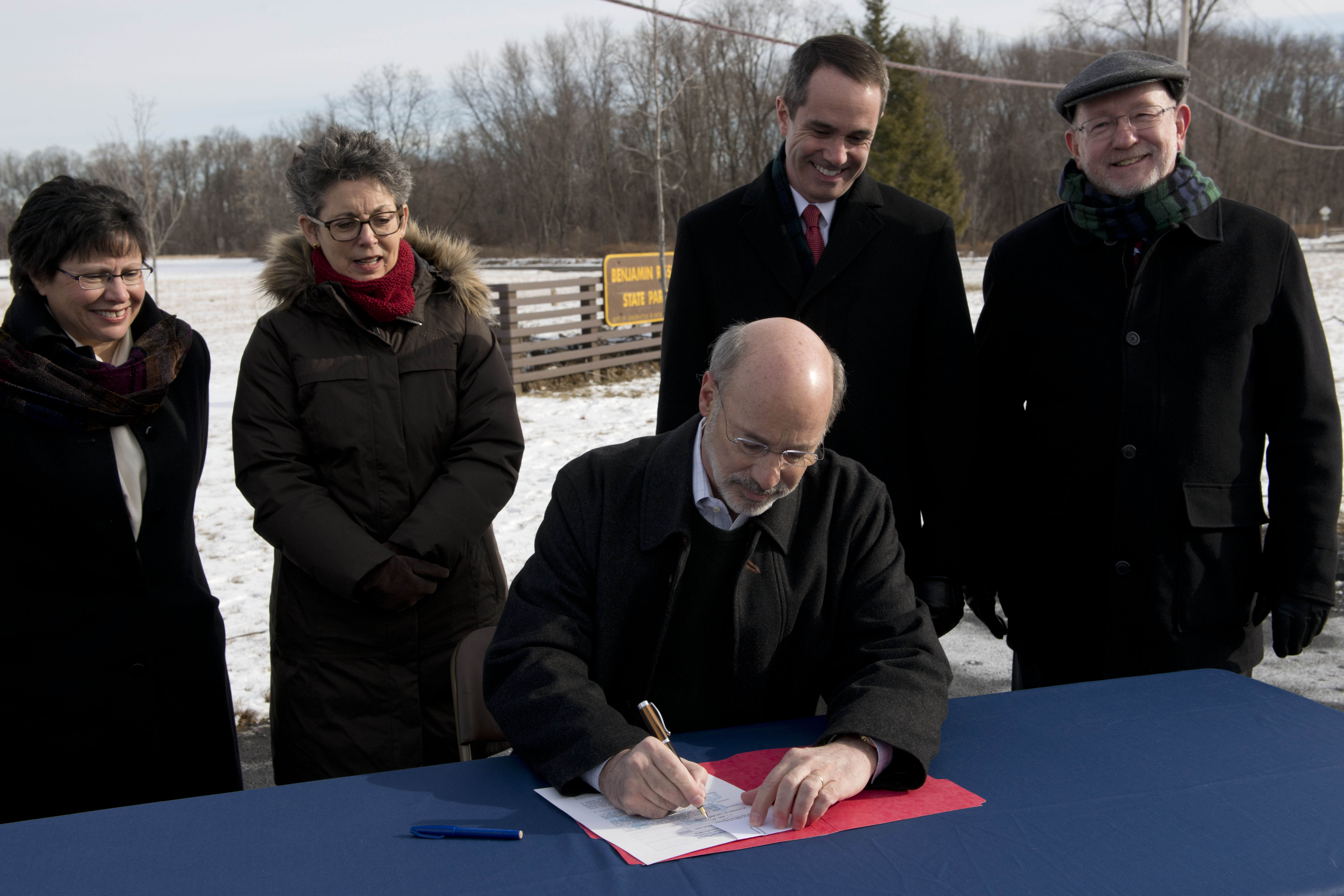
Gouverneur Wolf bei der Unterzeichnung seines Executive Order zum Fracking-Moratorium in State Parks am 29. Januar 2015

Wolf galt als moderater Befürworter von Fracking. Er sah durch diese umstrittene Methode zur Gewinnung von Erdgas ökonomische Vorteile sowie eine größere Unabhängigkeit bei der Energiegewinnung für sein Land. Dennoch sprach er sich für umfassende Regulierungen aus; so wollte er Fracking geographisch begrenzen, um dem Umweltschutz Rechnung zu tragen. Auch befürwortete er die Einführung einer gesonderten Gewinnsteuer auf Frackinggewinne. Eine solche Abgabe, die in den meisten anderen US-Bundesstaaten schon existierte, sollte nach dem Willen des Gouverneurs bis 2017 eingeführt werden. Eine Reihe republikanischer Abgeordnete kündigten an, die Pläne zu prüfen und ließen Zustimmung erkennen. Die Einnahmen aus der Steuer sollten nach Wolfs Plänen priorisiert in Bildung und Umweltschutz investiert werden. 
Am 29. Januar 2015 erließ Wolf eine Verfügung, mit der alle State Parks sowie sämtliche vom Bundesstaat verwalteten Waldgebiete mit einem Frackingmoratorium belegt wurden. Damit setzte er eine entsprechende Direktive seines Vorgängers aus, der die von Gouverneur Ed Rendell eingeführten Beschränkungen erst im Frühjahr 2014 für aufgehoben erklärte. Vor allem Umweltschutzverbände begrüßten Wolfs Entscheidung.

### Gesundheitspolitik
Wolf, der die im Jahr 2010 von US-Präsident Barack Obama durchgesetzte Gesundheitsreform unterstützte, erklärte im Februar 2015, das Gesundheitsfürsorgeprogramm Medicaid in Pennsylvania ausweiten zu wollen. Damit sollten vor allem einkommensschwache Amerikaner von mehr staatlichen Leistungen im Gesundheitsbereich profitieren. Auch sollte jeder Bürger krankenversichert werden. Mit seinem Vorstoß verwarf er größtenteils das von seinem Vorgänger Corbett initiierte Konzept Healthy PA (auch „CorbettCare“ genannt), das eine höhere Eigenbeteiligung forderte, um die Kosten für den Bundesstaat zu begrenzen. Leistungen, die bereits durch Healthy PA erbracht wurden, blieben unberührt. Da die bisherige Gesetzgebung dem Gouverneur als Chef der Exekutive Gestaltungsspielraum lässt, brauchte Wolf dafür nicht die Zustimmung der republikanisch dominierten Legislative. Mit dem Vorstoß setzte er ein zentrales Wahlkampfversprechen von 2014 um.

### Gesellschaftspolitik

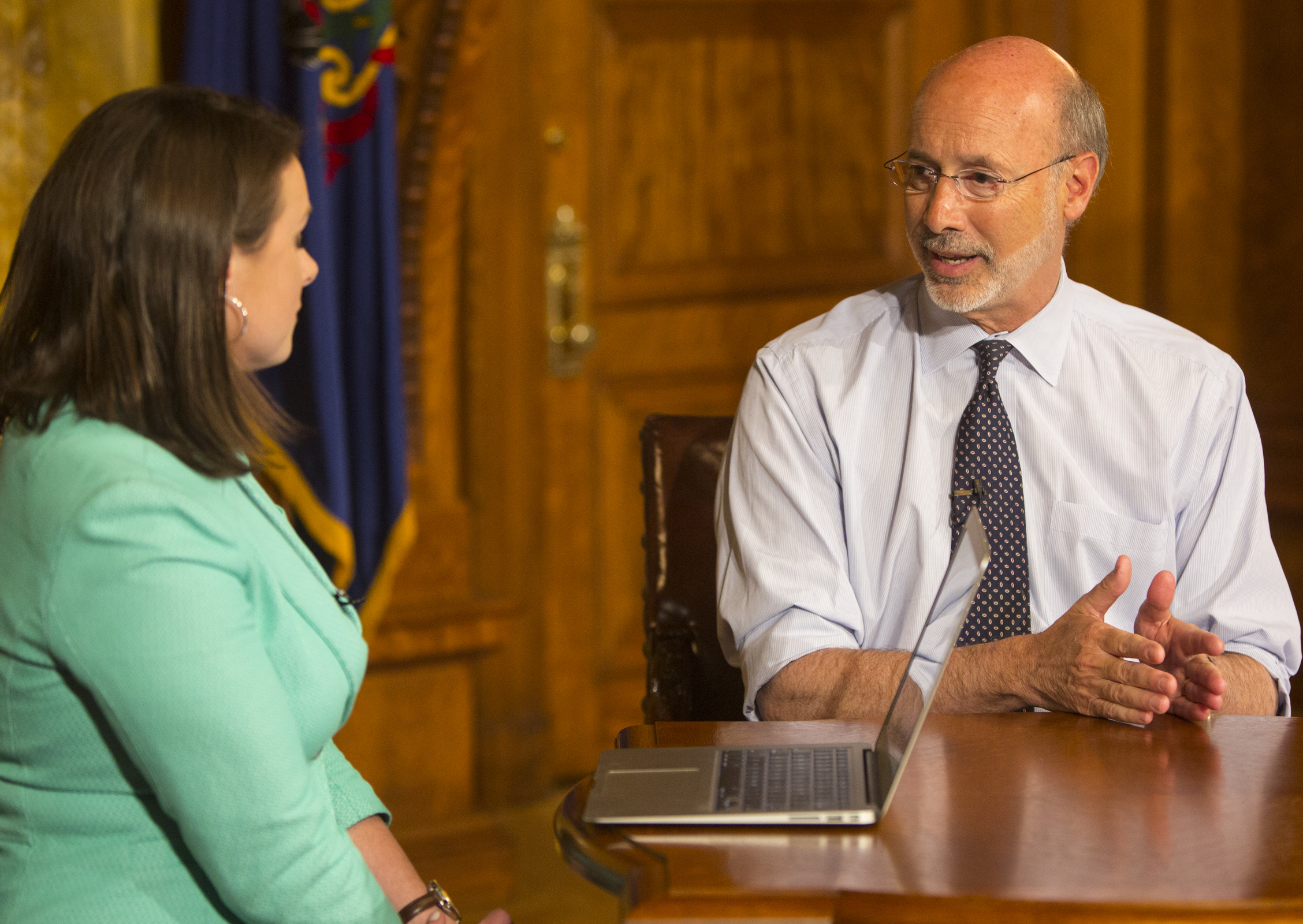
Tom Wolf beantwortet in einem Interview Fragen von Bürgern, die über die sozialen Netzwerke gestellt wurden (Juni 2015)

Am 13. Februar 2015 setzte Gouverneur Wolf die Todesstrafe in Pennsylvania aus (‘moratorium’). Bereits während seiner Wahlkampagne hatte der Todesstrafengegner erklärt, keine Hinrichtungsverfügungen (‘execution warrants’) gegenzuzeichnen, was die Staatsverfassung zur Voraussetzung jeder Hinrichtung erhoben hatte. Obwohl seine Vorgänger von beiden Parteien solche Verfügungen erlassen hatten, ist aufgrund diverser juristischer Prüfungen seit 1999 in Pennsylvania kein Häftling mehr hingerichtet worden.
Wolf galt außerdem als Befürworter der Gleichstellung der gleichgeschlechtlichen Ehe. Er begrüßte das Urteil des Obersten Gerichtshofs der USA vom Juni 2015, die gleichgeschlechtliche Ehe landesweit zuzulassen. Ein Verbot der sogenannten Homoehe in Pennsylvania wurde schon im Vorjahr vom Obersten Gericht des Bundesstaates für verfassungswidrig erklärt.
Im April 2016 unterzeichnete Wolf, nach Verhandlungen mit den republikanischen Abgeordneten in Staatssenat und Repräsentantenhaus, ein Gesetz zur Legalisierung von Cannabis zu medizinischen Zwecken. Der Gouverneur favorisierte eigentlich eine vollständige Legalisierung und einen staatlichen regulierten Verkauf, doch die republikanische Mehrheit in der General Assembly lehnte dies zum Großteil ab.

### Kontroverse um Ämterbesetzungen 2015
Bereits an seinem ersten Tag im Amt sorgte Wolf für öffentliches Aufsehen, als er unter anderem den Direktor des pennsylvanischen Staatsarchivs, Erik Arneson, von seinem Posten suspendierte. Arneson war wenige Wochen zuvor von Gouverneur Corbett berufen worden. Da dieser Posten auf sechs Jahre zwar durch den Gouverneur besetzt wird, aber eine vorzeitige Entlassung nicht explizit vorgesehen ist, wurde Wolfs Amtshandlung von den Republikanern und Kommentatoren als politisch und rechtlich fragwürdig angesehen. Am 26. Januar reichten Arneson sowie einige republikanische Parlamentsmitglieder Klage gegen den neuen Gouverneur ein. Wolf begründete seine Entscheidung mit dem Nominierungsprozess durch die Vorgängerregierung, der die gesetzlich erforderliche Transparenz habe vermissen lassen. Außerdem verwies er auf eine ähnliche Entscheidung vom republikanischen Gouverneur Tom Ridge aus dem Jahr 2000, die gerichtlich als rechtskonform bewertet wurde. Republikanische Politiker warfen Wolf politische Motive vor. Die letztliche Entscheidung über Arnesons Verbleib im Amt oblag damit dem Staatsgerichtshof Pennsylvanias. Ende Februar kamen republikanische Abgeordnete und Wolf überein, dass ein Teil der Nominierungen für Führungspositionen in bundesstaatlichen Ämtern und Behörden seines Vorgängers vom Staatssenat bestätigt werden, während die andere Hälfte von Wolf besetzt wird. Zuvor waren sich der Gouverneur und die republikanische Parlamentsmehrheit uneinig, wie mit den von Corbett nominierten aber noch nicht bestätigten Kandidaten umzugehen ist.

### Maßnahmen gegen Lobbyismus

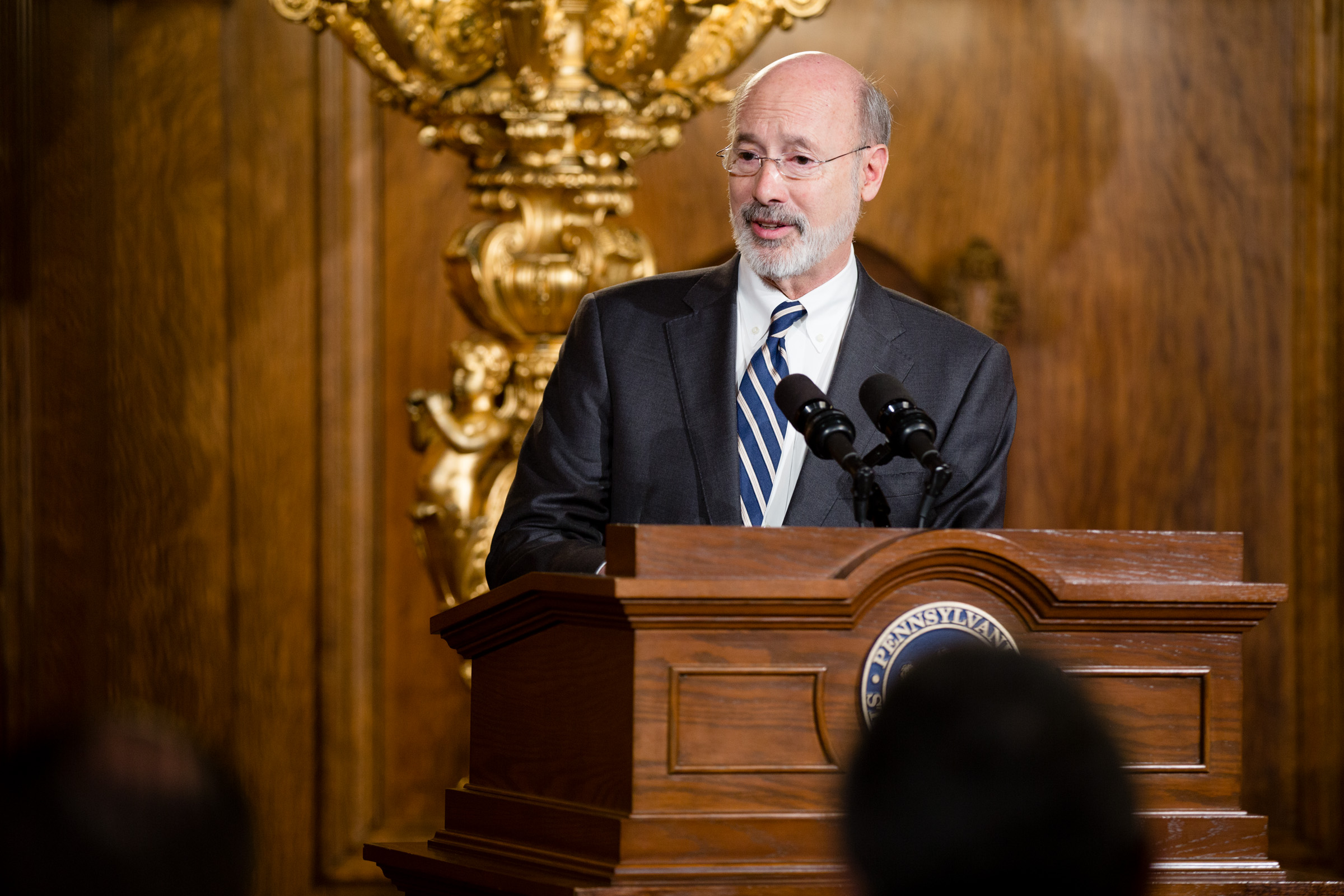
Gouverneur Wolf bei der Verkündung und Unterzeichnung eines Gesetzes gegen Lobbyismus am 14. Februar 2018

Zu den wichtigsten Anliegen von Tom Wolf zählte die Bekämpfung von Lobbyismus im Staatsapparat. Eine von Wolfs ersten Amtshandlungen am 20. Januar 2015 war der Erlass einer Executive Order, die es sämtlichen Angestellten der bundesstaatlichen Exekutive verbietet, Geschenke von Externen anzunehmen. Zudem müssen Mitglieder seiner Regierung ihre Ausgaben monatlich veröffentlichen.
Am 14. Februar 2018 unterzeichnete der Gouverneur ein Gesetz, mit dem sich sämtliche Lobbyisten in Harrisburg in einem Register eintragen lassen müssen. Das Staatsministerium des Bundesstaates muss entsprechende Eintragungen binnen einer Woche veröffentlichen. Mit dieser Maßnahme zur Informationsfreiheit soll die Transparenz innerhalb des Staatsapparates verbessert werden. Bei Verstößen gegen die Meldefristen drohen entsprechenden Firmen und Vereinigungen Bußgelder, die im Zuge des Gesetzes deutlich erhöht wurden.

### Gouverneurswahl 2018

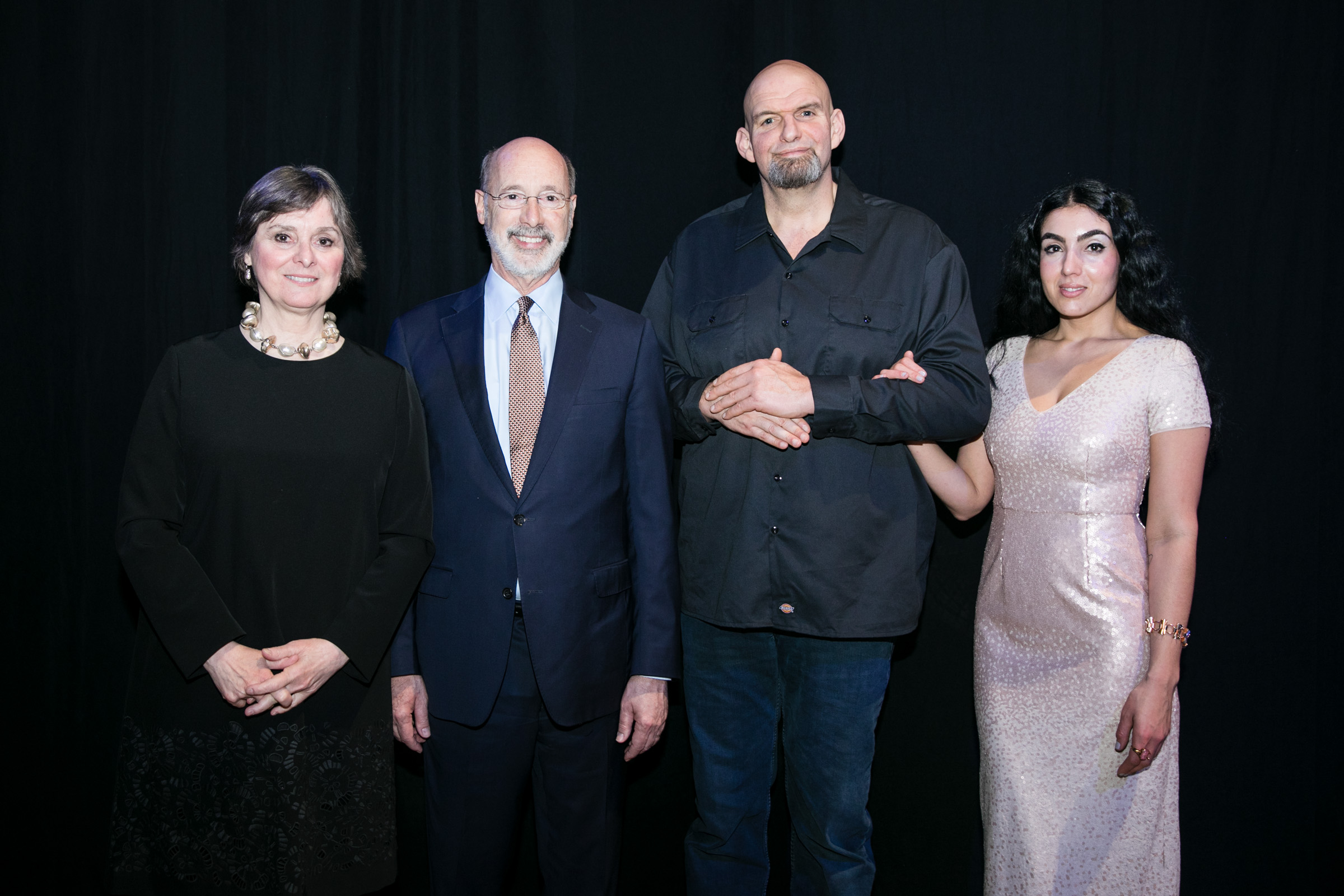
Tom Wolf mit seiner Frau Frances (links), dem neuen Vizegouverneur John Fetterman dessen Frau Gisele (rechts) im Januar 2019

Im Herbst 2017 bestätigte Wolf, sich bei der Gouverneurswahl am 6. November 2018 um eine zweite Amtszeit zu bewerben. Bei der parteiinternen Vorwahl am 15. Mai 2018 wurde Wolf ohne Gegenkandidaten erneut als Kandidat der Demokraten aufgestellt. Bei der getrennt stattfindenden Primary für den Posten des Vizegouverneurs wurde Wolfs bisheriger Stellvertreter Mike Stack deutlich besiegt. Stack war zuletzt durch eine Reihe von Kontroversen im Umgang mit seinen Mitarbeitern in die Kritik geraten und hatte sich mit Wolf überworfen. Nominiert als sein Running Mate wurde der Bürgermeister von Braddock John Fetterman, der dem linken Parteiflügel angehört. Bei der eigentlichen Gouverneurswahl traf Wolf auf den republikanischen Staatssenator Scott Wagner, den er mit 57,7 % der Stimmen deutlich besiegte. Für Wagner votierten 40,8 % der Wähler. Aufgrund seiner soliden Zustimmungswerte und der zurückgegangenen Popularität von US-Präsident Donald Trump sowie der Schwäche seines Herausforderers ging Wolf laut politischen Beobachtern als klarer Favorit in die Abstimmung. Wolfs zweite Amtszeit begann offiziell am 15. Januar 2019.

## Privatleben
Tom Wolf ist seit 1975 mit seiner Frau Frances verheiratet und hat zwei erwachsene Töchter. Er gehört der Evangelisch-methodistischen Kirche an. Im Jahr 2016 wurde ein Prostatakrebs diagnostiziert, den er offenbar besiegt hat.